# Mastigoteuthis dentata
Mastigoteuthis dentata е вид главоного от семейство Mastigoteuthidae.

## Разпространение и местообитание
Този вид е разпространен в Австралия, Нова Зеландия, Панама, Перу, Русия (Курилски острови), САЩ (Хавайски острови) и Чили.
Обитава океани и заливи в райони с умерен климат. Среща се на дълбочина от 935 до 2418 m, при температура на водата около 2 °C и соленост 34,7 ‰.